# USS Shelton (DD-790)
USS Shelton (DD-790) là một tàu khu trục lớp Gearing được Hải quân Hoa Kỳ chế tạo vào giai đoạn cuối Chiến tranh Thế giới thứ hai. Nó là chiếc tàu chiến thứ hai của Hải quân Mỹ được đặt theo tên Thiếu úy Hải quân James A. Shelton (1916–1942), phi công thuộc Phi đội Tuần tiễu 6 (VS-6) trên tàu sân bay USS Enterprise (CV-6), đã mất tích trong trận Midway và được truy tặng Huân chương Chữ thập Hải quân. Hoàn tất khi chiến tranh đã kết thúc, con tàu tiếp tục phục vụ trong giai đoạn Chiến tranh Lạnh, Chiến tranh Triều Tiên và Chiến tranh Việt Nam cho đến năm 1973. Nó được chuyển cho Đài Loan và tiếp tục phục vụ cùng Hải quân Trung Hoa dân quốc như là chiếc ROCS Lao Yang (DD-20/DDG-920) cho đến năm 1999. Con tàu bị đánh chìm như một dãi san hô nhân tạo vào năm 2002. Shelton được tặng thưởng tám Ngôi sao Chiến trận do thành tích phục vụ trong Chiến tranh Triều Tiên, rồi thêm tám Ngôi sao Chiến trận khác khi hoạt động trong Chiến tranh Việt Nam.

## Thiết kế và chế tạo
Shelton được đặt lườn tại xưởng tàu của hãng Todd Pacific Shipyards Inc. ở Seattle, Washington vào ngày 31 tháng 5 năm 1945. Nó được hạ thủy vào ngày 8 tháng 3 năm 1946; được đỡ đầu bởi bà Loretta Shelton Miller, và nhập biên chế vào ngày 21 tháng 6 năm 1946 dưới quyền chỉ huy của Hạm trưởng, Trung tá Hải quân C. L. Werts.

## Lịch sử hoạt động

### 1946 – 1950
Shelton lên đường cho chuyến đi chạy thử máy vào ngày 20 tháng 7 năm 1946, rồi quay trở lại để sửa chữa sau chạy thử máy. Nó di chuyển xuống phía Nam để đến San Diego, California vào ngày 12 tháng 10, rồi khởi hành từ cảng này vào ngày 9 tháng 11 để đi sang khu vực Tây Thái Bình Dương. Trong lượt phục vụ đầu tiên cùng Đệ Thất hạm đội, con tàu đã viếng thăm các cảng Trung Quốc, Triều Tiên và Nhật Bản. Nó quay trở lại vùng bờ Tây vào ngày 22 tháng 6 năm 1947, và tiến hành các hoạt động tại chỗ ở khu vực San Diego trước khi được đại tu tại Xưởng hải quân Puget Sound, Bremerton, Washington từ tháng 1 đến tháng 4 năm 1948. Quay trở lại San Diego vào ngày 19 tháng 4, nó hoạt động dọc theo vùng bờ biển California cho đến khi khởi hành vào ngày 1 tháng 9 cho một lượt phục vụ khác cùng Đệ Thất hạm đội tại khu vực Tây Thái Bình Dương. Lượt bố trí kéo dài bảy tháng này hoàn tất vào ngày 24 tháng 4 năm 1949, khi con tàu quay trở lại San Diego.
Vào tháng 6, Shelton thực hiện một chuyến đi thực tập cho học viên sĩ quan, vốn đã đưa con tàu đến Balboa, Panama, và kết thúc tại San Francisco vào cuối tháng 7. Nó vào ụ tàu tại đây để bảo trì trong tháng 10 và tháng 11 trước khi quay trở lại San Diego vào tháng 1 năm 1950. Con tàu lại lên đường đi sang khu vực Tây Thái Bình Dương vào ngày 1 tháng 5 năm 1950.

### Chiến tranh Triều Tiên
Khi quân đội Bắc Triều Tiên vượt vĩ tuyến 38 tấn công xuống lãnh thổ Nam Triều Tiên vào ngày 25 tháng 6, khiến Chiến tranh Triều Tiên bùng nổ, Shelton đang phục vụ cùng Lực lượng Đặc nhiệm 77, lực lượng tấn công tàu sân bay nhanh của Đệ Thất hạm đội. Nó đã hoạt động tại cả hai phía bờ biển của bán đảo Triều Tiên cho đến khi quay trở về vào ngày 8 tháng 2 năm 1951. Sau khi được bảo trì và huấn luyện tại vùng bờ Tây trong sáu tháng, chiếc tàu khu trục lại lên đường quay trở lại vùng chiến sự vào cuối tháng 8, và đã phục vụ cùng các lực lượng đặc nhiệm 72, 77, 95, 96 và 97, cũng như tham gia các hoạt động bắn phá.
Hoạt động cùng tàu tuần dương hạng nặng Helena (CA-75) tại Hŭngnam vào ngày 25 tháng 10, nó đã chịu đựng hỏa lực pháo bờ biển của đối phương, bị một phát bắn suýt trúng. Sau đó vào tháng 12, nó được phối thuộc cùng tàu tuần dương hạng nặng Saint Paul (CA-73) tại vùng tiền duyên, và trong một tuần lễ đã bắn phá các tuyến đường sắt cùng những mục tiêu khác. Sang tháng 1 năm 1952, nó tiếp tục bắn phá khu vực Songjin.
Được điều sang Lực lượng Đặc nhiệm 95 trong tháng tiếp theo, Shelton hỗ trợ cho việc phòng thủ Yang Do khi lực lượng Bắc Triều Tiên tìm cách đổ bộ lên đảo này. Trận chiến kéo dài suốt từ 01 giờ 30 phút cho đến 11 giờ 00 và kết quả là cuộc đổ bộ của đối phương bị đẩy lui với thiết hại nặng nề. Trong những ngày tiếp theo, chiếc tàu khu trục chịu đựng hỏa lực pháo bờ biển ác liệt của đối phương; nó bị bắn trúng bốn phát trực tiếp và khoảng 50 phát suýt trúng, chịu đựng thương vong 12 người và bị bắn thủng một lổ rộng 5 ft (150 cm) phía mũi tàu, nhưng tiếp tục ở lại vùng tiền duyên thêm hai ngày nữa trước khi rút lui về Sasebo để sửa chữa. Nó quay trở lại khu vực Triều Tiên để tiếp tục hoạt động tác chiến.
Shelton quay trở về San Diego vào ngày 10 tháng 4, 1952, nơi nó được bảo trì rồi tiến hành những hoạt động thường lệ tại chỗ cho đến ngày 13 tháng 11, khi nó lên đường đi sang Viễn Đông cho lượt phục vụ thứ ba trong cuộc chiến tranh. Đi đến Sasebo vào ngày 1 tháng 12, con tàu được bảo trì trong ba ngày trước khi lên đường gia nhập Lực lượng Đặc nhiệm 77, và hoạt động liên tục cùng đơn vị này trong 40 ngày trước khi quay trở về Yokosuka, Nhật Bản để bảo trì. Ra khơi vào ngày 26 tháng 1, 1953, nó tham gia lực lượng tuần tra eo biển Đài Loan, rồi quay trở lại bờ biển phía Đông Triều Tiên để tham gia chiến dịch phong tỏa cảng Wonsan trong 40 ngày. Sau đó nó gia nhập Lực lượng Đặc nhiệm 95, và kết thúc lượt hoạt động vào ngày 29 tháng 6.

### 1954 – 1964
Sau khi đạt được một thỏa thuận ngừng bắn tại bán đảo Triều Tiên giúp chấm dứt cuộc xung đột, trong giai đoạn từ năm 1953 đến năm 1959, Shelton luân phiên những lượt được biệt phái sang khu vực Tây Thái Bình Dương hoạt động cùng Đệ Thất hạm đội với những giai đoạn được đại tu, huấn luyện và nghỉ ngơi tại vùng bờ Tây. Trong lượt phục vụ vào năm 1957, nó đã cứu vớt 120 hành khách từ một tàu buôn New Zealand. Từ tháng 7, 1960 đến tháng 6, 1961, nó trải qua một đợt nâng cấp trong khuôn khổ chương trình Hồi sinh và Hiện đại hóa Hạm đội (FRAM: Fleet Rehabilitation and Modernization) tại Xưởng hải quân Long Beach nhằm kéo dài tuổi thọ phục vụ thêm 10 đến 20 năm đồng thời nâng cao hiệu quả tác chiến. Cảng nhà của con tàu được chuyển đến Yokosuka, và nó khởi hành từ Long Beach vào ngày 6 tháng 1, 1962 để đi sang cảng nhà mới, nơi nó phục vụ cho đến đầu tháng 3, 1964.
Vào ngày 5 tháng 3, 1964, Shelton được lệnh đi đến Căn cứ Hải quân vịnh Subic, Philippines, nơi nó gia nhập cùng tàu sân bay Bon Homme Richard (CV-31), các tàu khu trục Blue (DD-744) và Frank Knox (DD-742) cùng tàu chở dầu Cimarron (AO-22). Hải đội được tiếp liệu và chuẩn bị cho một chuyến đi xa, và đã lên đường vào ngày 30 tháng 3 cho một chuyến viếng thăm thiện chí đến khu vực Ấn Độ Dương kéo dài sáu tuần. Chiến dịch "Handclasp" này có mục đích hỗ trợ hàng tiêu dùng cho các nước trong khu vực, và hải đội đã viếng thăm Madagascar, Kenya và Saudi Arabia trước khi có dịp trình diễn sức mạnh vũ khí cho Vua Pahlavi của Iran vào ngày 4 tháng 5.
Hải đội có mặt tại Yokosuka hai tuần sau đó. Tuy nhiên tình hình xung đột quân sự tại Việt Nam đã khiến Shelton nhận mệnh lệnh đi sang khu vực biển Đông. Từ ngày 2 tháng 6, nó bắt đầu lượt tuần tra kéo dài gần một tháng trong vịnh Bắc Bộ; rồi nó lên đường vào ngày 18 tháng 7 cho hành trình quay trở về Hoa Kỳ. Đi ngang qua Trân Châu Cảng, nó về đến cảng nhà mới San Diego vào ngày 31 tháng 8.

### Chiến tranh Việt Nam
Shelton hoạt động tại chỗ từ San Diego cho đến ngày 24 tháng 8, 1965, khi nó lên đường để gia nhập Đệ Thất hạm đội ngoài khơi Việt Nam. Nó phục vụ hộ tống chống tàu ngầm và tìm kiếm-giải cứu phi công bị bắn rơi cho tàu sân bay Bon Homme Richard, đồng thời giam gia các hoạt động bắn phá bờ biển hỗ trợ cho cuộc chiến trên bộ. Con tàu được cho tách khỏi Đệ Thất hạm đội vào ngày 1 tháng 2, 1966 để quay trở về Hoa Kỳ vào cuối tháng đó. Thời gian còn lại của năm 1966 được nó dành cho những hoạt động tại chỗ cùng một chuyến đi thực tập cho học viên sĩ quan đến khu vực quần đảo Hawaii vào tháng 6.
Shelton khởi hành từ San Diego vào ngày 4 tháng 1, 1967 cho một lượt phục vụ khác trong cuộc Chiến tranh Việt Nam. Trong hơn sáu tháng tiếp theo nó đã phục vụ trong nhiều vai trò: hộ tống chống tàu ngầm và canh phòng máy bay cho các tàu sân bay tại trạm Yankee, hộ tống cho tàu tuần dương Long Beach (CGN-9) thực hiện vai trò PIRAZ (Khu vực Nhận diện và Tư vấn Radar Chủ động) trong vịnh Bắc Bộ, và bắn hải pháo hỗ trợ tại Nam Việt Nam cũng như bắn phá mục tiêu ven biển tại Bắc Việt Nam. Nó quay trở về San Diego vào ngày 18 tháng 6, tiếp nối những hoạt động thường lệ dọc theo vùng bờ Tây. Từ ngày 2 tháng 1 đến ngày 9 tháng 4, 1968, nó được phái đến Guam hỗ trợ cho việc thử nghiệm tên lửa đạn đạo phóng từ tàu ngầm UGM-27 Polaris.
Sau đó, trong giai đoạn từ năm 1968 đến năm 1971, Shelton còn được phái sang hoạt động tại Việt Nam thêm ba lượt: từ ngày 30 tháng 9, 1968 đến ngày 2 tháng 5, 1969; từ ngày 2 tháng 3 đến ngày 3 tháng 9, 1970; và từ ngày 6 tháng 4 đến ngày 7 tháng 10, 1971.
Sau khi quay trở về San Diego vào tháng 10, 1971, trong chín tháng tiếp theo Shelton hoạt động thường lệ từ cảng nhà, cho đến khi được thông báo về nhu cầu phải được phái sang hoạt động tại Viễn Đông thêm một lần nữa. Nó lên đường vào ngày 13 tháng 6, 1972 cho lần hoạt động cuối cùng tại khu vực Tây Thái Bình Dương, đi đến vùng chiến sự tại Việt Nam vào ngày 10 tháng 7 và đã tham gia tác chiến trong gần một tháng. Vào ngày 4 tháng 8, con tàu chịu đựng hỏa lực của pháo bờ biển đối phương, với khoảng 40 quả đạn đã nổ vây quanh tàu; nó không bị bắn trúng hay hư hại, đã cơ động né tránh, và hỏa lực bắn trả của nó đã tiêu diệt một khẩu pháo đối phương. Đến ngày 19 tháng 10, đang khi làm nhiệm vụ bắn phá can thiệp ở vị trí 5 mi (8,0 km) về phía Bắc khu phi quân sự, nó cùng chiếc tàu tuần dương Providence (CLG-6) chịu đựng hỏa lực pháo bờ biển đối phương, và đã bắn trả khoảng 120 quả đạn pháo về phía bờ biển. Sau đó nó tiếp tục bị pháo bờ biển đối phương từ đảo Cồn Cỏ nhắm bắn; và đã bắn trả về phía đối phương.
Shelton gia nhập Đơn vị Đặc nhiệm 77.1.1 vào ngày 5 tháng 12 để tham gia một hoạt động bắn phá Hòn Mê; nó chịu đựng hỏa lực pháo bờ biển của đối phương cho đến khi hỏa lực bắn trả của nó và tàu khu trục Henry B. Wilson (DDG-7) khiến đối phương im tiếng. Một đợt bắn phá khác gần Hòn Mê vào ngày 19 tháng 12 đã khiến con tàu phải chịu đựng hỏa lực pháo nặng nề nhất từ đầu chiến tranh, với khoảng 700 phát đạn pháo đã nổ vây quanh con tàu, nhiều phát ở khoảng cách không đầy 50 yd (46 m). Nới rời vịnh Bắc Bộ ba ngày sau đó để quay trở về Hoa Kỳ, về đến vào ngày 13 tháng 1, 1973, và chuẩn bị xuất biên chế.

### ROCSLao Yang(DD-20)
Shelton được cho rút tên khỏi danh sách Đăng bạ Hải quân vào ngày 31 tháng 3, 1973, rồi được chuyển giao cho Đài Loan vào ngày 18 tháng 4, 1973. Nó tiếp tục phục vụ cùng Hải quân Trung Hoa dân quốc như là chiếc ROCS Lao Yang (DD-20) cho đến khi ngừng hoạt động vào ngày 16 tháng 3, 1999. Con tàu bị đánh chìm như một dãi san hô nhân tạo vào tháng 11, 2002.

## Phần thưởng
Shelton được tặng thưởng tám Ngôi sao Chiến trận do thành tích phục vụ trong Chiến tranh Triều Tiên, rồi thêm tám Ngôi sao Chiến trận khác khi hoạt động trong Chiến tranh Việt Nam.